# Hondsdrafroest
De hondsdrafroest (Puccinia glechomatis) is een schimmel behorend tot de familie Pucciniaceae. Een microscopisch kleine schimmel die parasiteert op planten van het geslacht Glechoma. Hij komt voor op de Hondsdraf (Glechoma hederacea) en Glechoma hirsuta.

## Kenmerken
Hij maakt gedurende zijn levenscyclus gebruik van dezelfde waardplant. Hij kent alleen teliosporen en basidiosporen.

## Verspreiding
De hondsdrafroest is wijdverbreid in Europa. Bovendien komt hij voor in Japan en de VS. In Nederland komt hij algemeen voor.

## Foto's

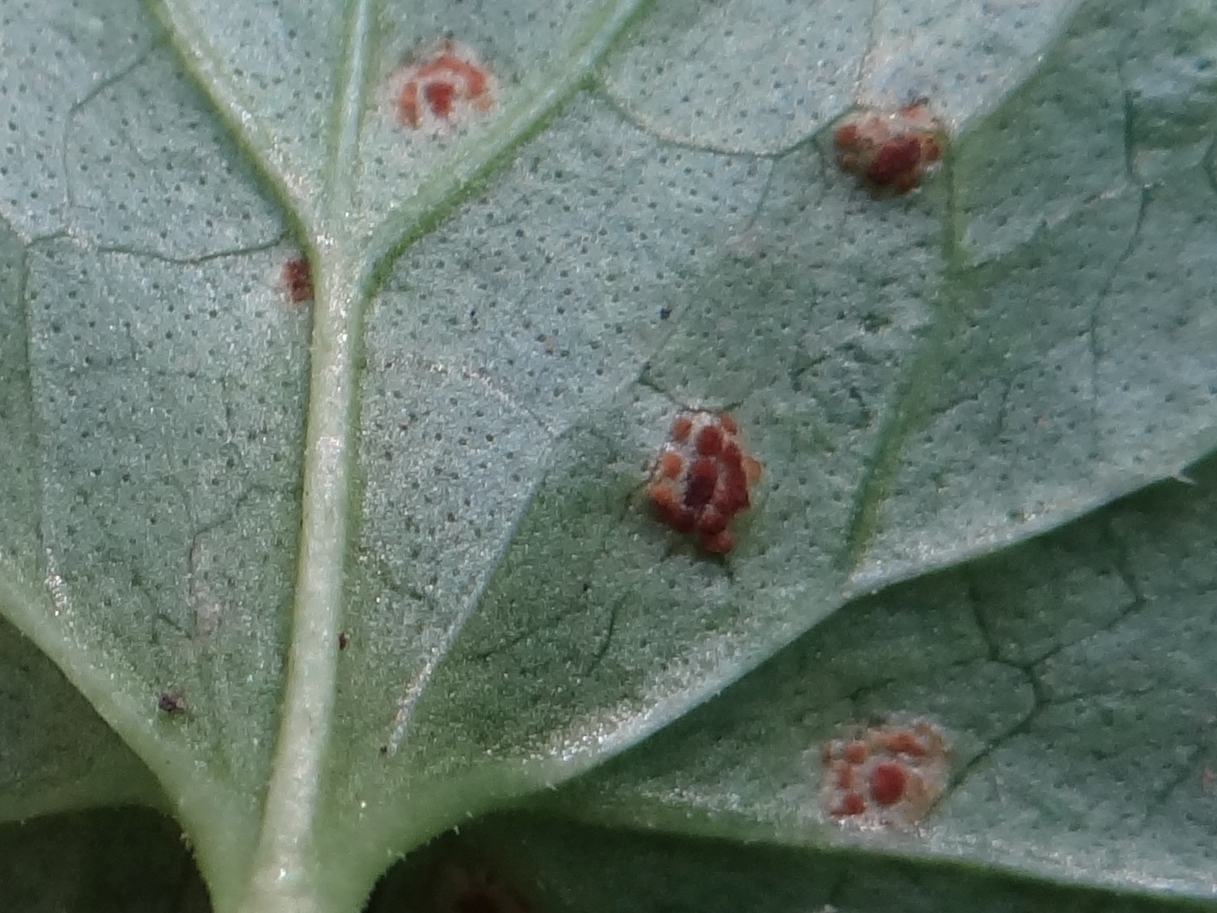
Telia
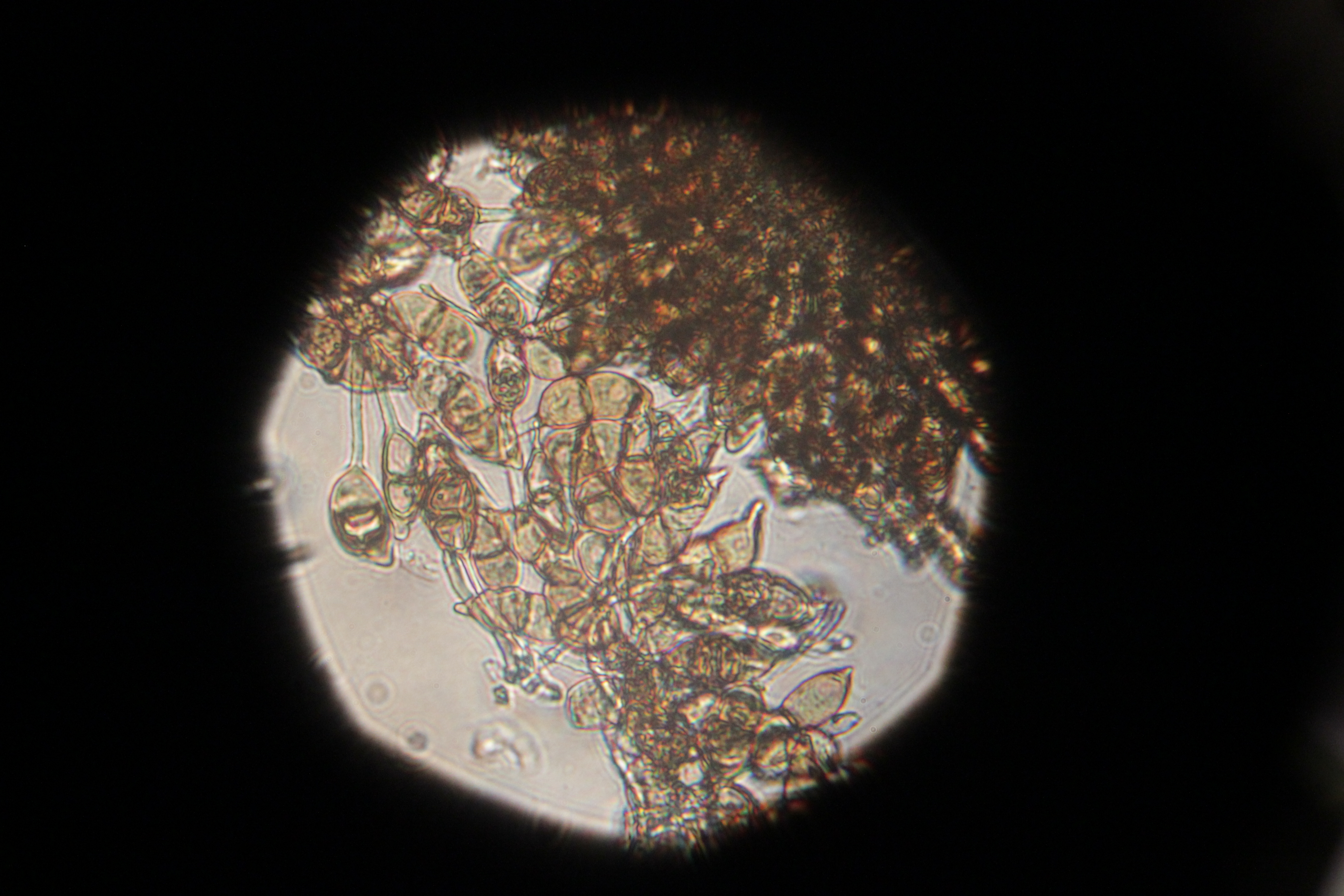
Teliosporen
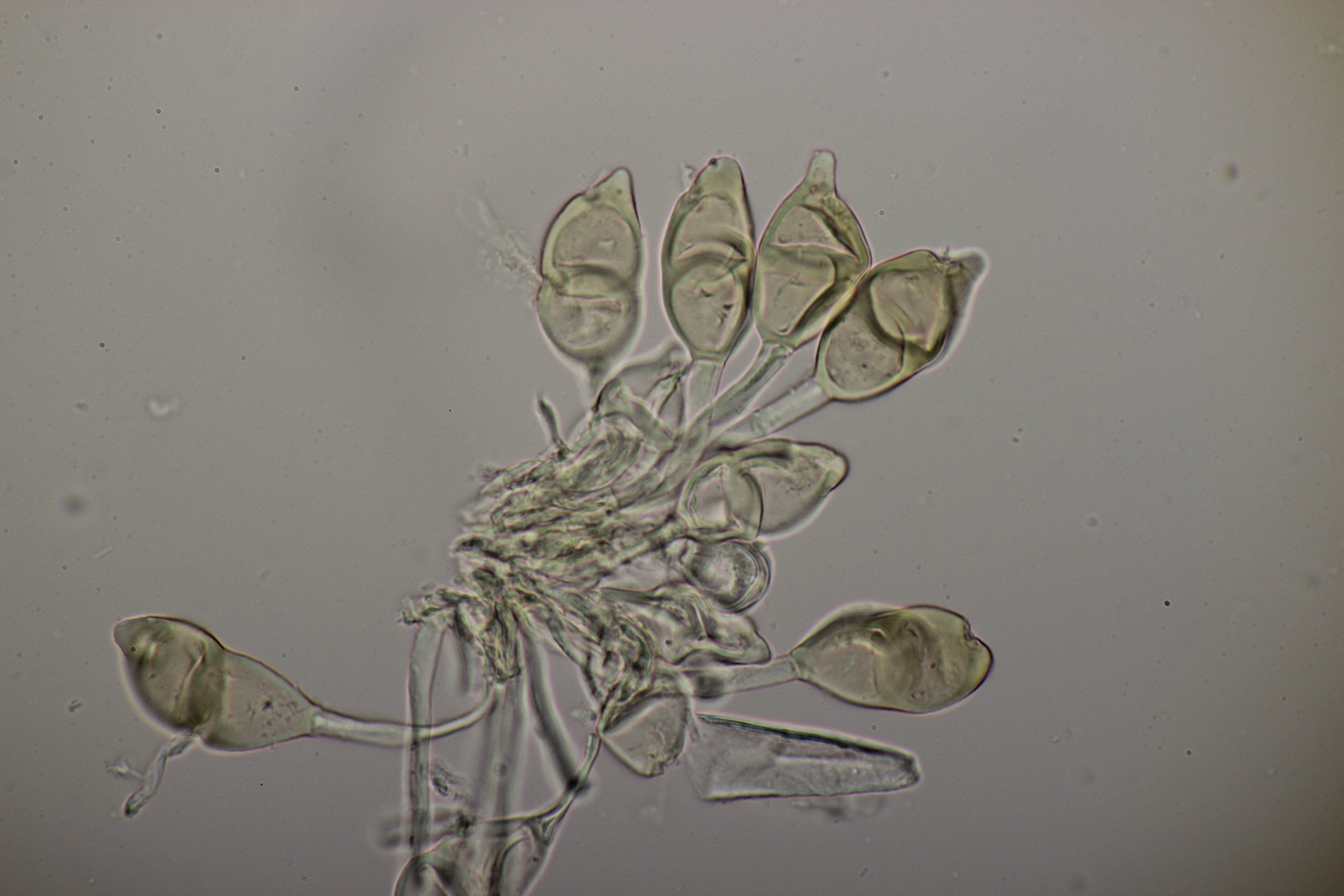
Sporen